# Serra de Cal Garxina
La Serra de Cal Garxina és una serra situada al municipi de Coll de Nargó a la comarca de l'Alt Urgell, amb una elevació màxima de 1.697 metres.